# 安德魯·席莫

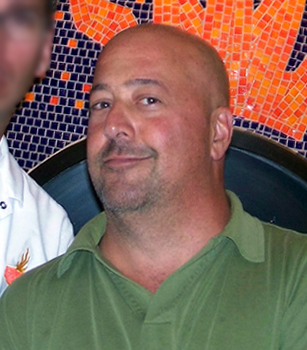

安德魯·蘭迪·席莫（Andrew Randy S. Zimmern，1961年7月4日—），生於美國紐約市，著名電視節目主持人、作家、廚師、教師。他是《古怪食物》與《古怪天下》（Andrew Zimmern's Bizarre World）的主持人，共同製作人與旁白。此外，他也主持了《與死亡共餐》（Dining with Death）、《安德魯來晚餐》（Family Dinner）。

## 生平
安德魯·席莫生於猶太人家庭，14歲開始正式的烹飪訓練。中學就讀道爾頓學校，大學畢業於瓦萨学院。他曾在紐約市各大餐廳擔任行政主廚或是經理，在私人時間也至紐約新學院學習餐飲管理課程。
因為嚴重的酒癮與毒癮，席莫有一年的時間沒有工作，也無家可歸。1992年，他搬到明尼蘇達州，參與戒酒與戒毒課程。在戒毒與戒酒成功之後，他重新成為一位行政主廚，在明尼阿波利斯的餐廳工作。

## 外部連結
- 安德魯·席莫個人網頁 （页面存档备份，存于）